# Peter Esenwein

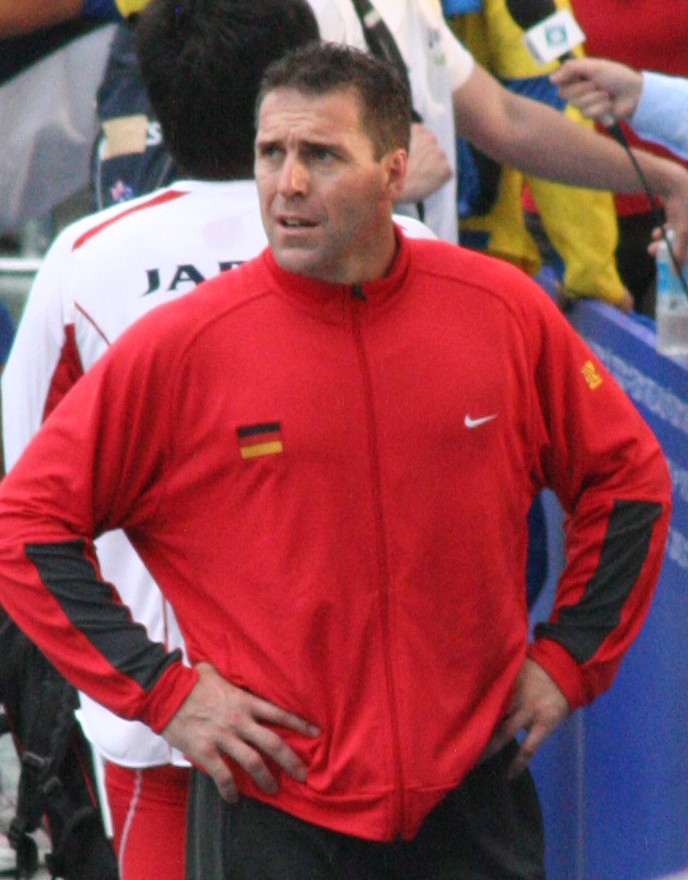

Peter Esenwein, född den 7 december 1967 i Göppingen, är en tysk friidrottare som tävlar i spjutkastning.
Esenwein deltog vid Olympiska sommarspelen 2004 där han blev utslagen i kvalet. Han var i final vid EM i Göteborg 2006 och slutade där sexa med ett kast på 81,11. Samma år slutade han trea vid IAAF World Athletics Final i Stuttgart med ett kast på 85,30.
Han deltog vid VM 2007 i Osaka men blev utslagen i försöken.

## Personliga rekord
- Spjutkastning - 87,20 meter